# 팡! 3: 괴도들의 화려한 오후
《팡! 3: 괴도들의 화려한 오후》(PANG! 3 ~怪盗たちの華麗な午後~)는 미첼에서 제작, 1995년에 출시한 아케이드 게임으로, 팡 시리즈의 3번째 작품이다.